# Mr. Moto und sein Lockvogel
Mr. Moto und sein Lockvogel (Originaltitel: Mr. Moto Takes a Vacation) ist ein US-amerikanischer Kriminalfilm aus dem Jahr 1939 von Norman Foster innerhalb der achtteiligen Reihe über den von Peter Lorre dargestellten japanischen Detektiv Mr. Kentaro Moto. Die Filme basieren alle auf den Mr.-Moto-Erzählungen von John Phillips Marquand.
Mr. Moto und sein Lockvogel wurde vor Mr. Moto und die geheimnisvolle Insel gedreht, kam aber erst danach in die Kinos, weswegen der Film als letzter der Reihe gilt. Die Mr.-Moto-Filmreihe wurde nicht weiter fortgesetzt; ein japanischer Filmheld in einer amerikanischen Produktion war in den Kriegsjahren schwer vorstellbar.

## Handlung
Mr. Moto begleitet die kürzlich gefundene Krone der Königin von Sheba zu ihrem Bestimmungsort, einem Museum in San Francisco, da er überzeugt ist, dass der gefährliche, als tot geltende Verbrecher Metaxa noch am Leben ist und sich diese Gelegenheit kaum entgehen lassen wird. Allerdings sind auch weitere zwielichtige Gestalten an dem wertvollen Artefakt interessiert. Nun stellt sich die Frage: Wer ist Metaxa?

## Kritik
Der Filmdienst befand: „Ebenso spannende wie spaßige Krimi-Unterhaltung.“
Cinema sprach von einer „schwache[n] Geschichte“, die „sogar die Schauspieler zu langweilen [scheint]“.